# 중앙문화재연구원
중앙문화재연구원은 문화재의 보호, 관리, 발굴 및 그 활용과 전국 발굴전문법인과의 유기적인 협력체계 유지를 통하여 민족문화의 보존·보급·선양·전승에 기여하기 위하여 2000년 9월 23일 설립된 문화체육관광부 소관의 재단법인이다. 사무실은 경기도 성남시 분당구 판교역로 178 서건타워904호와 대전광역시 유성구 테크노7로 32-9에 있다.

## 주요 사업
- 전통문화의 보존․보급․선양과 매장문화재 관련사업의 시행
- 매장문화재 지표․발굴조사 및 과학적인 보존관리
- 학술사업과 연구서 발간
- 매장문화재 발굴관련 기관과의 협력 및 지원
- 국가 및 지방자치단체로부터 위탁받은 사업
- 기타 위 각호의 목적을 달성하기 위한 각종 사업